# Medicinsk etik
Medicinsk etik er et system af moralske principper, der gælder værdier til praksis i klinisk medicin og i videnskabelig forskning. Medicinsk etik er baseret på et sæt værdier, som fagfolk kan henvise til i tilfælde af forvirring eller konflikt. Disse værdier omfatter respekt for autonomi, ikke-ondskab, godgørenhed og retfærdighed. Disse principper kan tillade læger, behandlere og familier at skabe en plan for behandling og arbejder mod de samme fælles mål, uden nogen konflikt. Det er vigtigt at bemærke, at disse fire værdier er ikke-hierarkiske, hvilket betyder at ingen af dem princippet rutinemæssigt "overtrumfer" en anden.
Begrebet medicinsk etik går tilbage til 1803, da den engelske forfatter og læge Thomas Percival offentliggjort et dokument, som beskriver de krav og forventninger der var til medicinske fagfolk inden for medicinske faciliteter. De Etiske regler blev tilpasset i 1847, stærkt påvirket af  Percivals ord. I løbet af årene 1903, 1912, og 1947, har der været lavet ændringer i det oprindelige dokument. Udøvelsen af medicinsk etik er bredt accepteret og praktiseret i hele verden.
Der er flere andre adfærdskodekser. Den Hippokratiske Ed diskuterer grundlæggende principper for læger. Dette dokument kan dateres tilbage til det femte århundrede FVT. Både Helsinki-Erklæringen (1964) og Nürnberg-Kodekset (1947) er to kendte og respekterede dokumenter, der bidrager til medicinsk etik. Andre vigtige markeringer i Medicinsk Etiks historie omfatter Roe v.Wade fra 1973 og udvikling af hæmodialyse i 1960'erne. Da dette område fortsætter med at udvikle og ændre sig gennem historien, er der stadig fokus på en fair, balanceret og moralsk tænkning. Medicinsk etik omfatter en praktisk anvendelse i kliniske miljøer såvel som videnskabeligt arbejde på sin historie, filosofi og sociologi.

## Dansk litteratur
- Hørning, Søren (2010): Etik og medicinsk teknologivurdering. Danmarks Pædagogiske Universitet
- Kappel, Klemens (2017): Medicinsk etik. Gyldendal
- Kemp, Peter (2002). Etiske princippers genkomst i omsorg for sundhed. Slagmark, (35), 91–98.
- Munksgaard, Marianne Eilsø & Solveig Fjordside (red)(2020): Etiske problemstillinger, dilemmaer og paradokser for sundhedsprofessionelle. Gads Forlag
- Rossel, Peter (1979): Medicinsk etik. Gad
- Scott-Fordsmand, H., & Kongsholm, N. C. H. (2020). Medicinsk behandling af udokumenterede immigranter: Hvor langt rækker vores etiske forpligtelse? Bibliotek for Læger, 212(1), 78-93.